# Serhij Tkaczuk
Serhij Wołodymyrowycz Tkaczuk, ukr. Сергій Володимирович Ткачук, ros. Сергей Владимирович Ткачук, Siergiej Władimirowicz Tkaczuk (ur. 15 lutego 1992 w Kijowie, Ukraina) – ukraiński piłkarz, grający na pozycji bramkarza. Zimą 2012 przyjął obywatelstwo Kazachstanu.

## Kariera piłkarska

### Kariera klubowa
Wychowanek klubu Dynamo Kijów, barwy którego bronił w juniorskich mistrzostwach Ukrainy (DJuFL). 24 lipca 2009 rozpoczął karierę piłkarską w drużynie młodzieżowej Dynama. Wiosną 2011 został wypożyczony na pół roku do Nywy Tarnopol. Od 2012 roku bronił barw Szachtiora Karaganda. W 2014 przeszedł do Kajratu Ałmaty, ale już w marcu 2016 wrócił do Szachtiora Karaganda. 9 sierpnia 2017 został piłkarzem klubu Kaspij Aktau. 19 lutego 2018 zasilił skład Akżajyka Orał.

### Kariera reprezentacyjna
Występował w juniorskiej reprezentacji Ukrainy U-16 i U-18, a w latach 2012-2013 w młodzieżowej reprezentacji Kazachstanu.

## Sukcesy i odznaczenia

### Sukcesy piłkarskie
Szachtior Karaganda
- zdobywca Pucharu Kazachstanu: 2013
- zdobywca Superpucharu Kazachstanu: 2013

Kajrat Ałmaty
- zdobywca Pucharu Kazachstanu: 2014